# Существо Кёнсона
«Существо Кёнсона» (кор. 경성 크리처, : Gyeongseong Keulicheo) — южнокорейский телесериал с Пак Соджуном, Хан Сохи и Ви Хаджуном в главных ролях. Действие сериала происходит весной 1945 года, когда в Кёнсоне (бывшее название Сеула) наступает самая мрачная эпоха. Сериал рассказывает о людях, ведущих ожесточенную борьбу на границе между жизнью и смертью. Первый сезон вышел на Netflix 22 декабря 2023 года.

## Сюжет
Когда весной 1945 года Корея находилась под властью Японии, двое молодых людей сталкиваются со странным существом и начинают бороться с ним за выживание.

## В ролях

### Ведущие роли
- Пак Соджун — Чан Тхэсан (кор. 장태상)[6]

Состоятельный человек, владелец ломбарда и торговец информацией в Кёнсоне. К нему обращаются все, желающие найти деньги, человека или имущество. Обладает аналитическими способностями и возможностями предугадывать развитие событий, благодаря чему на любую неожиданную ситуацию имеет план. Хоть поначалу выступает как человек без принципов, способный думать только о себе, по ходу сюжета открывается как эмпатическая личность.
- Хан Сохи — Юн Чхэок (кор. 윤채옥)[6]

Специалист по поиску пропавших людей из Маньчжурии. Вместе со своим отцом провела около 200 дел, большинство из которых были выигрышными. Ищет свою мать, которая исчезла десять лет тому назад.
- Клаудия Ким — Юкико Маэда (кор. 수현)

Супруга генерала Исикавы, контролирующая район Кёнсон. Именно она является спонсором экспериментов, проводимых в закрытой больнице. Ведет свою тайную игру. Как-то связана с матерью Юн Чхэок.
- Ви Хаджун — Квон Джунтхэк (кор. 권준택)[7]

Близкий друг Чан Тэсана. Выходец из богатой семьи, презирающий кровавое богатство своего отца. Член партии сопротивления Японии.

### Второстепенные роли
- Джиу[англ.] — Акико Менджа[8]

Кисэн из Чхонвольгвана. Беременна от генерала Исикавы. Была похищена и закрыта в больнице Ансон. Исикава нанял Чан Тхэсана для ее поиска, в то время как в больницу ее поместила жена генерала.
- Пак Чихван[англ.] — Гаппён[9]

Работник "Дома золотых сокровищ",  подчиненный Чан Тхэсана. Обладает пессимистичным характером и во всем видит скорый провал, но, тем не менее, всегда готов последовать за Чан Тхэсаном, даже если это нарушает закон или угрожает его жизни.
- Ок Чаён[англ.] — На Юнчхун

Владелица бара "Лунный свет". Вероятно, неравнодушна к Чан Тхэсану. Играет значительную роль в помощи Чан Тхэсану во многих частях его планов, к тому же является одним из его информаторов благодаря своей работе.
- Ким Хэсук — госпожа Наволь

Работница "Дома золотых сокровищ", подчиненная Чан Тхэчану. Обладает сильным характером. Знакома с Чан Тхэсаном с детства, так как заменила ему погибшую от пыток японцев мать. Сообразительная женщина с добрым сердцем.
- Ким Дохён[10] — генерал Исикава

Японский генерал, расквартированный в Кёнсоне. Нанимает Чан Тхэсана для поиска пропавшей любовницы.

## Список серий
| № общий | № в сезоне | Название                         | Режиссёр   | Автор сценария | Дата премьеры   |
| --- | ---------- | -------------------------------- | ---------- | -------------- | --------------- |
| 1 | 1          | «Раджин» «кор. 나진 (納人)»      | Чон Донъюн | Кан Ынгён      | 22 декабря 2023 |
| 1945-й. Корея находится под властью Японии. Японская база в Маньчжурии вынуждена расформироваться, на ней убивают всех содержащихся пленных, уничтожают всю документацию, забирая только неизвестную сыворотку. Жесткими методами японский генерал Исикава заставляет Чан Тхэсана, владельца "Золотого дома сокровищ", престижного ломбарда в Кенсоне, приступить к поиску пропавшей неделю назад девушки по имени Менджа. Столь личное для генерала дело исчезнувшей любовницы грозит большими проблемами и Чан Тхэсану. Он берется за поиски и одновременно готовит себе пути к отступлению, собираясь продавать имущество и в случае проблем бежать из города. В это время в город прибывает Юн Чхэок со своим отцом. Их направляют к Чан Тхэсану, но так как за ним ведется японская слежка, Юн Чхэок следует за ним тайно. Она ищет японца Сатимото, художника, но главная цель - найти свою пропавшую десять лет назад мать. Чан Тхэсан отказывается ей помочь из-за "незначительности информации", но все равно заинтересовывается девушкой. Наволь, работница из "Дома сокровищ", узнает от брокера о ищейках из Маньчжурии, экспертах в поиске людей, и представляет их Чан Тхэсану: это Юн Чхэок и ее отец. Из-за чрезвычайных обстоятельств они, взаимно недовольные друг другом, вынуждены сотрудничать. В это время Менджа и другие девушки содержатся в неизвестном помещении, напоминающем тюрьму. Местный управленец Като выбирает двух девушек для неизвестного опыта, позже ему докладывают о проявлении симптомов. Одна из девушек демонстрирует изменения тела. В этой тюрьме находится и Сатимото, обязанный зарисовывать неизвестных "существ", жертв опытов. |            |                                  |            |                |                 |
| 2 | 2          | «Мать» «кор. 성심 (惺沁)»        | Чон Донъюн | Кан Ынгён      | 22 декабря 2023 |
| Годом ранее Сатимото вызывается поступить на японскую службу, где его вербуют вести учет экспериментов в больнице Ансон, зарисовывая подробные анатомические подробности экспериментов, вскрытия и прочего. Пока у подчиненных Чан Тхэсана поиски заходят в тупик, Юн Чхэок удается узнать немного информации: супруга генерала вызывала Менджу в дом Исикавы, после чего девушку перевезли в больницу Ансон. Это закрытая больница для японских солдат, но у Чан Тхэсана есть план: он подкупает своего друга Квона, передавая деньги его движению за независимость, чтоб воспользоваться его документами допуска на охраняемую территорию под предлогом записи к доктору. Пока они разыгрывают сцену и отвлекают внимание, Юн Чхэок проникает в архив, где находит неожиданного союзника. Они прячутся в больнице на ночь и от уборщика узнают информацию о закрытом крыле и подвальном помещении. В это время существо едва не вырывается и солдатам приходится открыть огонь, что слышно наверху: это объясняют эхом военных учений. Восторженный Като подтверждает отличный результат эксперимента. Больницу экстренно эвакуируют от гражданских. Ночью военные перевозят существо, контролируя его с помощью азота, во время перевозки существо выделает споры, избежать заражения от которых успевает только Менджа: все остальные почти мгновенно умирают от сибирской язвы. Юн Чхэок, ее отец и уборщик пробираются в закрытую часть больницы. Юн Чхэок видит множество женских тел, погруженных на машины. В утренних новостях сообщают о закрытии больницы, ее окружают вооруженные солдаты. Медсестра тоже принадлежит к движению сопротивления, так что она передает Чан Тхэсану записку от Юн Чхэок, но они все еще остаются внутри больницы. Она не может объяснить, что именно там происходит, Чан Тхэсан решает отправиться туда самостоятельно. Юн Чхэок слышит рычание какого-то существа. |            |                                  |            |                |                 |
| 3 | 3          | «Сигнал» «кор. 신호 (信號)»      | Чон Донъюн | Кан Ынгён      | 22 декабря 2023 |
| События возвращаются к предыдущей ночи. Во время транспортировки саркофаг существа повреждается и оно вырывается на свободу в катакомбах больницы. Чан Тхэсан посещает супругу генерала. Та предполагает, что причиной его волнения является Менджа, а потому отказывается помочь. Тогда Чан Тхэсан решает проникнуть в больницу тайно. Люди Исикавы продолжают следить за ним, но не могут понять, чем именно он занимался: его игра в маджонг на самом деле была договоренностью о сигнальных фейерверках, бездумное катание по улицам - договоренностью о тайном месте в повозке и ее аренде, посещение ателье - получением данных о Сатимото. Вечером Чан Тхэсан ищет Сатимото, но опаздывает на подставную встречу из-за нерешенного дела с одним из давних посетителей ломбарда, откуда выходит раненым. Но Сатимото и сам ищет встречи с ним, а после помогает ему и Квону, который преследует личную необходимость поиска пропавшего товарища, проникнуть на закрытую территорию, спрятавшись в рикше. В это время Юн Чхэок заводит еще одного союзника, солдата из Чосона, принадлежащего к японской армии: от него они получают подземные планы больницы и понимают, что они уже были в здании с такой же планировкой в Манчжурии, и на этот раз они намерены спасти больше людей. Юн Чхэок решает проникнуть на подземный уровень через систему вентиляции, где находит не только свидетельства опытов японцев, но и множество и живых удерживаемых детей, которых выводит по вентиляции. Так как общий план сбился из-за незапланированной задержки сигнала, все, кто должны были собраться в кладовой, находятся в разных местах больницы. Юн Чхэок выводит детей на крышу и подает условный знак отцу, не зная, что там уже находятся солдаты. Взорвавшийся фейерверк, подающий условный знак, спасает отца Юн Чхэок от расстрела, и они вдвоем разбираются с большой группой японцев, оглушив и связав их, последнего из напавших убивает подоспевший Чан Тхэсан. Юн Чхэок просит его вывести детей и обещает взамен найти Менджу. В катакомбах существу по звуку колокольчика скармливают пленных: так директор Иширо намерен начать приручение существа. |            |                                  |            |                |                 |
| 4 | 4          | «Импринтинг» «кор. 각인 (刻印)»  | Чон Донъюн | Кан Ынгён      | 22 декабря 2023 |
| Фейерверки вызывают всеобщее военное волнение, о них доложено генералу. Тот требует немедленно найти Чан Тхэсана, которого потеряла его японская слежка. Тело доктора, которого убила Юн Чхэок, находят, доктор Иширо догадывается, что это сделали не дети, а профессиональный убийца. Чан Тхэсан сначала отказывается спасать детей, но Юн Чхэок убеждает его. Они все прячутся в комнате Сатимото, где видят множество его рисунков. Сатимото узнает рисунок матери Юн Чхэок, но не может ничем помочь ей. Чан Тхэсан прячет детей в чемоданах рикши. Солдаты слышат звуки детей в комнате Сатимото, но пока согласовывают вторжение к нему со своим начальством - опаздывают. Они осматривают его тележку в поисках детей, но ничего не находит: детей уже успели вывезти. Старший из мальчиков переодевается в одежду Чан Тчэсана, беспрепятственно покидает территорию больницы и привозит остальных детей в ломбард. В больницу приезжает супруга генерала, она сдает директору нахождение здесь Чан Тхэсана и напоминает, что Менджа должна быть жива, хотя бы пока ребенок не родится. Их небольшой отряд вынужден разделиться: уборщик и Сатимото возвращаются на свои посты, остальные отправляются за Менджу. Квон задерживается чтоб убить связанных солдат на крыше, блик от его меча привлекает внимание патрульных. Поднимается тревога. Они опаздывают: солдаты уже забрали Менджу и перевели в другое место. В это время существо, запертое в отсеке катакомб, демонстрирует интеллект и способность открыть механический рычаг лифта, освобождая себя из закрытого сектора. Так как возможность вернуться через вентиляцию отрезана, герои вынуждены двигаться дальше к выходу через прачечную. Ранение Чан Тхэсана все больше замедляет его, к тому же рана открывается во время схватки, когда Квон бросает его и сбегает. На нижних этажах продолжается массовая бойня, где существо уничтожает десятки солдат. Чтоб обыскать больницу до рассвета, они вынуждены разделиться: Чан Тхэсан и Юн Чхэок остаются вместе, в то время как ее отец спускается на уровень ниже. Они сталкиваются с существом лицом к лицу. |            |                                  |            |                |                 |
| 5 | 5          | «Отчаяние» «кор. 사투 (死鬪)»    | Чон Донъюн | Кан Ынгён      | 22 декабря 2023 |
| Через десять дней планируется собрание средств на провоенный митинг, на котором будут присутствовать все высшие чины Японии и главы прояпонских организаций. Для движения за освобождение Кореи это шанс устроить мятеж, но Иинхек, единственный знающий, где хранится взрывчатка, задержан и доставлен в больницу Ансон. Он и есть тот самый друг, которого хочет найти здесь Квон. Он спускается на нижний уровень, где содержится множество пленных, в том числе и Иинхек. Квон хочет узнать, где взрывчатка, но Иинхек отказывается отвечать, пока не будет спасен. Пока они препираются, Квона тоже задерживают. Доктор Иширо знает богатого отца Квона, потому его не убивают, а всего лишь берут в плен для последующего выкупа и требуют сдать сообщников. Под действием сыворотки и страха, Квон пишет список, внося туда Чан Тхэсан, Юн Чхэок, Иинхека. Существо атакует Чан Тхэсана и Юн Чхэок. Ее отец пытается отвлечь его, заманив в огонь и взорвав. Одним из выстрелов он повреждает существо в шею, высвободив вросший в ее кожу медальон. Героев окружают японские солдаты. Чан Тхэсана забирают наверх, где один из японских главнокомандующих обещает отпустить Чон Тхэсана взамен на денежную помощь. Он соглашается, но при трех условиях: известить свою работницу Наволь, убрать охранников из тюрьмы, передать ему ключ. Все это в сумме помогает Чан Тхэсану совершить дерзкий побег. Полковник Като в беседе с Юн Чхэок понимает, что она ему знакома, как ему знакомо имя ее матери. Он задает ей странные вопросы, в том числе, что она почувствовала от встречи с существом, и собирается добавить в ее воду сыворотку. Ее снова запирают в клетке, но тот самый чосонский солдат, которого она видела ранее, передает ей ее нож. В камере она обнаруживает надпись, сделанную ее матерью. Отец Квона передает доктору Иширо большую сумму денег в качестве выкупа, но этого может быть недостаточно из-за переменчивого нрава доктора, тут на помощь со своим планом приходит Наволь. Чан Тхэсан освобождает Юн Чхэок из камеры. Они обнимаются перед вынужденным расставанием: она думает, что ее мать все еще может быть здесь, а ему нужно найти Менджу. |            |                                  |            |                |                 |
| 6 | 6          | «Хаос» «кор. 혼돈 (混沌)»        | Чон Донъюн | Кан Ынгён      | 22 декабря 2023 |
| Чан Тхэсан спускается за остальными пленными, спасая их от японских солдат. Здесь же появляется и существо, продолжающее охоту на всех в зоне видимости. Он использует против существа баллоны с азотом. Полковник Като рассказывает Юн Чхэок об опытах, заключающихся в подселении в мозг крохотного существа, превращающего человека в альфа-хищника. Он говорит, что ее мать приняла этого паразита и мутировала в это существо. Единственный способ победить его - огонь. Отец Квона обращается за помощью к генералу Исикаре, сообщая ему, что Чан Тхэсан и Менджа находятся в больнице. Наволь вспоминает, как однажды ее тоже пытали в доме генерала. Когда ее выпустили оттуда, она встретила у дверей мальчишку, ожидающего свою маму: это был будущий Чан Тхэсан. Она говорит, что при плохом раскладе событий не обидится на предательство себя, так как люди под пытками уже не люди. Чан Тхэсан передает спасенных пленных под контроль отца Юн Чхэок, а сам намеревается найти ее. В больницу за содействием в расследовании пропажи девушки прибывает Исикава. Доктор Иширо пытается помешать ему войти на территорию, но не находит достаточного повода. Полковнику Като удается перехитрить Юн Чхэок, он приковывает ее к центру наблюдательной арены, где раньше кормили существо: его интересует, узнает ли мать свое дитя. Чан Тхэсан подбирается к арене ближе, но охраняющих полковника солдат слишком много. Существо приближается к Юн Чхэок и готовится напасть, но в последнюю секунду узнает ее. Юн Чхэок видит на ней подвеску, такую же, как сделала однажды в детстве для нее и отца. Като приказывает убить существо, поняв, что не сможет его контролировать. Существо спасает Юн Чхэок. В попытке усмирить его выпускают остатки азота. В суматохе Чан Тхэсан и Юн Чхэок вместе с чосонским солдатом успевают спастись. Все, желающие выбраться, в том числе перебежчик из числа военных, приведший Менджу, собираются в одном месте. Так как план Чан Тхэсана был продуман заранее и включал в себя передачу записок множеству людей его сети по всему городу, наступает время глобального побега, на который у них есть только десять минут. |            |                                  |            |                |                 |
| 7 | 7          | «Преследование» «кор. 술래 (鬼)» | Чон Донъюн | Кан Ынгён      | 22 декабря 2023 |
| Юн Чхэок снится сон, в котором Чан Тхэсан превращается в существо и убивает ее. Она просыпается в доме и не помнит, как сюда попала. 16-ю часами ранее, ровно в 18:00 по плану Чан Тхэсана беглецы спускаются через окно на простынях, чтоб в течение десяти минут погрузиться на грузовик, который держит внизу один из работников ломбарда. Из-за случайного выстрела они сдают свое местоположение и вынуждены отбиваться за самодельными баррикадами, во время перестрелки смертельно ранят чосонского солдата, который только сейчас говорит им свое имя - Чхве Енгван. Все спускаются к грузовику, но Чан Тхэсан добровольно остается для отвлечения. Он в одиночку держит оборону и по вентиляции перемещается в закрытый сектор, падая в груду костей. Грузовик в колонне генерала Исикавы покидает больницу ровно по графику. Посреди дороги колонна останавливается и из кузова выходит Менджа. Солдаты отпускают Квона. Доктор Иширо узнает, что Менджа пропала, а что помог ей сбежать Сома, переметнувшийся военный. Полковник Като видит, что кто-то выпил чашку воды, в которой находился паразит, а значит теперь заразился кто-то из четырех, входивших в комнату: Чан Тхэсан, Юн Чхэок, Менджа или Сома. Грузовики взъезжают в город и грузовик с пленными оказывается отрезан уличным праздником, устроенным на деньги Чан Тхэсана. Грузовик догоняют, но теперь он пуст: во время остановки освобожденных вывели через ателье, переодели и растеряли в числе празднующих. Разъяренные солдаты нападают на толпу, намереваясь арестовать всех подозрительных. Исикава и Менджа проводят время вместе. Доктор Ишира отвечает перед женой Исикавы: именно она была спонсором всей его деятельности, включая эксперименты. Она требует от него покинуть пост, а он демонстрирует ей результаты опытов, зарисованные Сатимото. Она узнает на фото мать Юн Чхэок, о которой много лет назад просила позаботиться. В больнице над существом наконец-то берут контроль. Като все еще задается вопросом, кто именно пил из чашки с паразитом (весьма вероятно, что это была Менджа). В подземелье в себя приходит раненый Чан Тхэсан. Матери Чхве Енгвана возвращают ее швейную машинку, которую она оставляла как залог в "Доме сокровищ", и личные жетоны сына. |            |                                  |            |                |                 |
| 8 | 8          | «Пробуждение» «кор. 자각 (自覺)» | Чон Дон-юн | Кан Ын-гён     | 5 января 2024   |
| С помощью флешбека показывается помещение Менджи в больницу Ансон. На горожанина нападает окровавленная девушка. Исикава просыпается в одиночестве. Больницу посещает Маэда и называет существо по имени - учительница Сэйсин. Все торговцы города, вместе с Гаппеном, арестованы после вчерашней выходки. Раненый Чан Тхэсан выбирается из больницы с помощью Маэды, но в машине он теряет сознание. Проходит четыре дня. Отец убеждает Юн Чхэок уезжать, но Юн Чхэон отказывается и рассказывает отцу о том, что случилось с матерью. Японцы пытают Гаппена, намереваясь узнать у него о сбежавших чосонцах. Чан Тхэсан приходит в себя в доме Маэды, триумфально возвращается в "Дом золотых сокровищ". Он заключает сделку с Исикавой, информация о происходящем в Ансон взамен освобождения задержанных. Исикава соглашается на сотрудничество: в городе начались странные серийные убийства, где у убитых выедают головной мозг, и он подозревает в этом странно ведущую себя Акико Менджу, но скрывает подозрения. Одному из японских офицеров поручают следить за Чан Тхэсаном. В знак сделки Исикава получает часть информации о подземной лаборатории, опытах и причастности его жены Маэды. Чан Тхэсан встречается с Юн Чхэок на улице так же, как в их первую встречу, девушка обнимает его и их отношения становятся еще более теплыми. Исикава откровенно беседует с Маэдой, которая даже не скрывает, что была в курсе всего происходящего: она упрекает генерала в том, что их брак по расчету попал под угрозу из-за потенциального ребенка от Менджи. Взамен он злорадствует, что Чан Тхэсан, к которому она неравнодушна, влюблен в девушку по имени Юн Чхэок. Маэда снова посещает Ансон чтоб подробнее узнать о паразите: если добавить к заражению сыворотку сибирской язвы, получится существо, похожее на существо Сэйсин, единственная слабость которых солнечный свет и огонь. От Като она же узнает, что у Сэйсин есть дочь, та самая Юн Чхэок. Японский офицер тайно следит за Чан Тхэсаном и Юн Чхэок, в этот момент на него нападает та же девушка - это Менджа. Чан Тхэсан и Юн Чхэок успевают подоспеть на звук выстрела. Менджа отравлена паразитом, потеряла человеческий облик и движима лишь жаждой и инстинктами, обладая ускоренной регенерацией, но берет себя под контроль, когда вспоминает о ребенке. Она пытается скрыться в лесу от множества полицейских, преследующих ее. |            |                                  |            |                |                 |
| 9 | 9          | «Зверство» «кор. 야만 (野蠻)»    | Чон Донъюн | Кан Ынгён      | 5 января 2024   |
| Като говорит о множественных проведенных над людьми экспериментов, в одном из которых и был выявлен "наджин" - тот самый паразит. Маэда предлагает Като занять место нового директора Ансон. Ее приоритетная цель это подчинение Сэйсин. Полицейские во главе с Исикавой окружают Менджу. Исикава требует от нее вернуться в Ансон и отказывается от признания ее ребенка, что заставляет Менджу напасть на Исикаву. Ее удается вернуть в Ансон. Юн Чхэок, вернувшись в гостиницу, видит, что отец оставил ей записку и открыто отправился в больницу, чтоб быть рядом со своей женой. Чан Тхэсан оказывает помощь раненому офицеру слежки по имени Гу. Исикаву доставляют в больницу Ансон с серьезными ранениями и Маэда дает понять директору, что не заинтересована в его выживании. Чан Тхэсан показывает Юн Чхэок свою сокровищницу и дарит ей серебряный браслет с опалом, обещая быть рядом, когда наступят хорошие времена. Он предлагает ей остаться с ним и они целуются. Проходят похороны Исикавы: газеты сделали его героем во время охоты на серийного убийцу. Чан Тхэсан придумывает новый план, для воплощения которого встречается с Квоном и его людьми в сопротивлении. Так как благотворительный вечер отменен, он хочет использовать их динамит для уничтожения больницы Ансом. Юн Чхэок похищает пистолет из хранилища ломбарда, убивает директора Итиро прямо на похоронах и бесследно исчезает. В ломбарде проводят обыск и погром. Пришедший в себя Гаппен подслушивает, что третий работник ломбарда, шпионил за ними. Чан Тхэсан безуспешно ищет Юн Чхэок через всю обширную сеть осведомителей. Маэда приходит к Чан Тхэсану и говорит, что Юн Чхэок мертва, и что лучше бы ему забыть обо всем, чтоб быть в безопасности. Продолжать ее поиски значит выступить против Маэды, и хоть, по словам Маэды, его окружают предатели (госпожа Наволь когда-то выдала мать Чан Тхэсана, Гаппен сломался под пытками, Квон объявил его в числе главных мятежников), он полон решимости. Чан Тхэсан говорит госпоже Наволь, что практически с самого начала знал о произошедшем с его матерью, но не считал ее виноватой. Гаппен же намерен удвоить усилия и получить зацепки. Сэйсин вырывается из клетки и прячется без движения вне зоны видимости на нижнем уровне, чтоб ее выманить, Като намерен использовать Юн Чхэок, которую ему доставляет Маэда. Он не предполагает, что у существа теперь достаточно сил, чтоб проломить решетчатый потолок, ранее удерживающий Сэйсин внизу. |            |                                  |            |                |                 |
| 10 | 10         | «Слеза» «Episode 10»             | Чон Донъюн | Кан Ынгён      | 5 января 2024   |
| Чан Тхэсан готовится спасать Юн Чхэок и намерен в одиночку проникнуть в больницу. Он берет динамит у армии сопротивления и передает указания госпоже Наволь. Одновременно с тем, как он с помощью динамита взрывает у ворот рикшу, через решетку в полу вырывается Сэйсин. Като угрожает Юн Чхэок и таким образом собирается взять существо под контроль. В вентиляции Чан Тхэсан сталкивается с господином Юном: ранее его держали взаперти, но ему удалось сбежать. Чан Тхэсан передает господину Юн билеты на корабль для него и дочери, чтоб те могли уехать завтра утром, пока Чан Тхэсан здесь все взорвет. Господин Юн же возвращает билеты, просит Чан Тхэсана позаботиться о Юн Чхэок и решает самостоятельно все завершить и разделить последние минуты со своей женой. Като задерживается на нижнем уровне чтоб забрать сыворотку из сейфа и слышит голос Менджи. В это время Чан Тхэсан освобождает Юн Чхэок на половине пути к выходу. Господин Юн успевает установить динамит на нижнем уровне. Сэйсин узнает своего мужа за несколько секунд до взрыва. Сатимото помогает Чан Тхэсану и Юн Чхэок выбраться из здания незамеченными. Он извиняется перед Юн Чхэок за все, что случилось с ее матерью. Солдаты пытаются потушить распространяющийся по территории пожар и нигде не могут найти следы или останки Сэйсин: она, хоть и лишившись руки, выбралась через вентиляцию и перемещается по крышам. Чан Тхэсан передает в ломбард записку. По его указанию госпожа Наволь собирает для него чемодан с драгоценностями и передает его через Сиро, желающего искупить вину за свое предательство, а люди Маэды следят за ним. Юн Чхэок решает, что им необходимо разойтись здесь, так как ее продолжат искать за убийство директора Иширо, но Чан Тхэсан все равно хочет последовать за ней, даже если их жизнь будет полна тревог. Посыльный успевает на место встречи, но за ним сразу же приезжает Маэда. Люди Маэды значительно превосходят их числом и когда все уже кажется потерянным - на помощь приходит Сэйсин, которая уничтожила всех на базе и последовала за дочерью. Сэйсин замахивается и на Чан Тхэсана, но Юн Чхэок закрывает его своим телом и мать случайно смертельно ранит ее в живот. Юн Чхэок говорит матери, что любит "этого человека" и умирает на руках Чан Тхэсана. На утро после пожара солдаты ищут Като и находят его в клетке Менджи: девушка умерла при родах ребенка, с которым ее паразит вошел в какой-то симбиоз. На дне в честь памяти Исикавы, на котором присутствует вся японская верхушка, Квон передает Маэде письмо от Чан Тхэсана с одним словом "прощайте". Маэда обращает внимание, как многочисленная чосонская прислуга покидает здание, а множество цветов в зале подписаны именами погибших и пострадавших от японцев. Через несколько мгновений раздаются многочисленные взрывы. Чан Тхэсан и Квон, как договаривались, выпивают в баре. Его чествуют как героя сопротивления, но он отвергает звание "товарищ" и снова возвращается под свою маску хозяина "Дома золотых сокровищ". У ломбарда он слышит звук мотоцикла и на секунду ему кажется, что это была Юн Чхэок. Он остается на ступенях до поздней ночи, пока вокруг кипит жизнь. Като встречается с выжившей, но обезображенной после взрыва Маэдой. Он спрашивает, вернется ли она в Киото или же останется здесь, продолжать эксперименты, оставляя возле нее чашку воды точно так же, как раньше предлагал ее Юн Чхэок. В неустановленном месте и времени Сэйсин и Юн Чхэок погружаются под воду. Сэйсин выпускает в дочь того же паразита "наджина", прежде чем утонуть, и Юн Чхэок открывает глаза. |            |                                  |            |                |                 |

## Производство

### Съемки
В январе 2022 года съемочная группа подтвердила кастинг и сообщила, что были начаты съемки.
3 августа 2022 года стало известно, что актриса Хан Сохи получила травму лица во время съемок экшн-сцены для сериала. 11 августа агентство Хан подтвердило, что она оправилась от травмы и вернется к съемкам на следующей неделе.

## Смотрите также
- Отряд 731
- Кэйдзё